# Robert Zelčić
Robert Zelčić (21. rujna 1965.), hrvatski šahist, velemajstor. Član je ŠK Zagreba.
Na hrvatskoj je nacionalnoj ljestvici od 1. ožujka 2012. godine sedmi po rezultatima, s 2539 bodova.
Po statistikama FIDE sa službenih internetskih stranica od 12. travnja 2012., 280. je igrač na ljestvici aktivnih šahista u Europi a 351. na svijetu. Naslov međunarodnog majstora nosi od 1990. godine. 1997. je godine stekao velemajstorski naslov.
Pojedinačni prvak Hrvatske 1996., 1998. i 2003. godine.
Europski je prvak u brzopoteznom šahu na EP 2006. godine. 2006. je osvojio srebro na šahovskoj olimpijadi u Torinu.
Najveći je hrvatski znalac Caro-Canna.
Lipnja 2020. na turniru u Vinkovcima osvojio je treće mjesto na pojedinačnom prvenstvu Hrvatske u šahu za 2020. godinu.